# 마트베예프의 정리
마트베예프의 정리(Matveev's theorem, -定理)는 러시아의 수학자 마트베예프(Matveev)의 이름이 붙은 수론의 정리이다. 이 정리는 특정한 꼴의 지수함수 간의 차이에 대한 하한을 구할 때 유용하게 사용된다.

## 표현
어떤 n개의 대수적 수 {\displaystyle {a_{1},a_{2},...,a_{n}}} 와 n개의 정수 {\displaystyle {b_{1},b_{2},...,b_{n}}}가 있다. 여기서 세 개의 수 G, D, B를 다음과 같이 정의한다.
- {\displaystyle G:=\prod _{k=1}^{n}(a_{k})^{b_{k}}-1}
- {\displaystyle D:=[Q(a_{1},...,a_{n}):Q]} (여기서 Q는 유리수의 집합)
- {\displaystyle B:=\max {[|b_{1}|,...,|b_{n}|]}}

그러면, 마트베예프의 정리는 다음과 같이 G의 절댓값 하한을 나타내는 부등식으로 표현된다.
- {\displaystyle \ln {|G|}>-3\cdot 30^{n+4}\cdot (n+1)^{5.5}\cdot D^{2}(1+\ln {D})(1+\ln {nB})\cdot \prod _{k=1}^{n}|a_{k}|}

또한, 만일 {\displaystyle Q(a_{1},...,a_{n})}가 실수의 집합 R에 포함된다면, 이 부등식은 다음과 같이 개선될 수 있다.
- {\displaystyle \ln |G|>-1.4\cdot 30^{n+3}\cdot (n+1)^{4.5}\cdot D^{2}(1+\ln {D})(1+\ln {B})\cdot \prod _{k=1}^{n}|a_{k}|}

## 베넷의 정리
마트베예프의 정리의 직접적인 이론적 응용으로 베넷의 정리(Benett's theorem)가 있다. 이 정리는 다음과 같이 표현된다.
- 임의의 음이 아닌 정수 a, b, c에 대하여, m, n에 관한 방정식 {\displaystyle a^{m}-b^{n}=c}는 많아야 두 개의 정수해를 갖는다.

이 정리는 페르마의 마지막 정리에서 다루는 방정식과 직접적으로 관련이 있다.

## 같이 보기
- 페르마의 마지막 정리

## 참고 문헌
- Henri Cohen (2007), Number Theory Volume II: Analytic and Modern Tools, Springer, pp. 412-416.